# Hitel (folyóirat, 1988–)
A Hitel magyar irodalmi, művészeti és társadalmi folyóirat. Székhely: Budapest. Indulás: 1988.  ISSN 0238-9908

## A lap története
1988-ban jelent meg az első lapszáma. Az Illyés Gyula születésének nyolcvanahatodik és halálának ötödik esztendejében induló lap munkatársai voltak: 
Csoóri Sándor, Sütő András, Domokos Mátyás, Szécsi Margit, Esterházy Péter, Tornai József, Ágh István, Görömbei András, Balassa Péter, Cseres Tibor,  Nagy Gáspár, Orbán Ottó, Utassy József, Csurka István, Csiki László, Szörényi László, Czakó Gábor és még sokan mások.
1992 nyaráig kéthetente jelent meg független irodalmi, társadalmi, kritikai lapként. 1992 szeptemberétől havonta megjelenő folyóirat.
A Hitel az utóbbi évtizedek egyik legfontosabb irodalmi fóruma. Olvasói elsősorban a közösségi elkötelezettségű értelmiség köréből kerülnek ki.

## Szerkesztősége 2010-ben
- Főszerkesztő: Csoóri Sándor
- Főszerkesztő-helyettes: Görömbei András
- Főmunkatársak: Lászlóffy Aladár és Tornai József
- Felelős szerkesztő: Papp Endre
- Szerkesztők:
- Ágh István
- Falusi Márton
- Tőkéczki László
- Borító: Nagy András (grafikus)

## Publicistáiból
- Gazda József